# Arílson Gilberto Da Costa
Arílson Gilberto da Costa (11 de juny de 1973) és un exfutbolista brasiler, que ocupava la posició de migcampista.
Al llarg de la seua carrera ha militat en nombrosos equips brasilers. També ha disputat la Bundesliga alemanya i la lliga espanyola, així com la xilena.

## Palmarès
Amb el Grémio
- Copa Brasil 1994
- Campionat Gaucho 1995, 1996
- Copa Libertadores 1995

Amb el Palmeiras
- Copa Mercosur 1998
- Copa Brasil 1998

## Internacional
Arílson va ser set vegades internacional amb la selecció brasilera de futbol.